# Fissistigma bygravei
Fissistigma bygravei är en kirimojaväxtart som beskrevs av Ian Mark Turner. Fissistigma bygravei ingår i släktet Fissistigma och familjen kirimojaväxter. Inga underarter finns listade i Catalogue of Life.